# Trnski Odorovci
Trnski Odorovci (cyr. Трнски Одоровци) – wieś w Serbii, w okręgu pirockim, w gminie Dimitrovgrad. W 2011 roku liczyła 113 mieszkańców.